# Sasca Montană
Sasca Montană (in tedesco Deutsch-Saszka, in ungherese Szászkabánya) è un comune della Romania di 1646 abitanti, ubicato nel distretto di Caraș-Severin, nella regione storica del Banato.
Il comune è formato dall'unione di 5 villaggi: Bogodinț, Potoc, Sasca Montană, Sasca Română, Slatina-Nera.
L'economia del comune, già basata soprattutto sull'attività estrattiva (minerali di ferro e di rame), ha subito una consistente contrazione a causa della chiusura progressiva delle miniere a partire dal 1990, che ha portato anche all'emigrazione di una parte non trascurabile della popolazione. L'amministrazione locale sta puntando soprattutto sull'agriturismo per un tentativo di rilancio economico della località.